# Barwa żółta

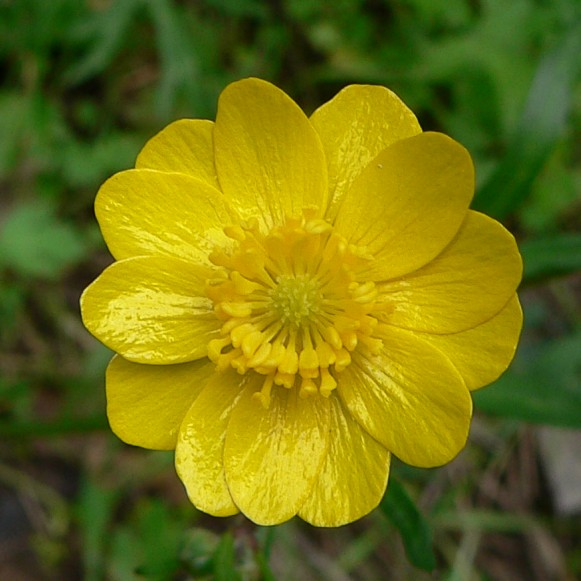
Żółty jaskier

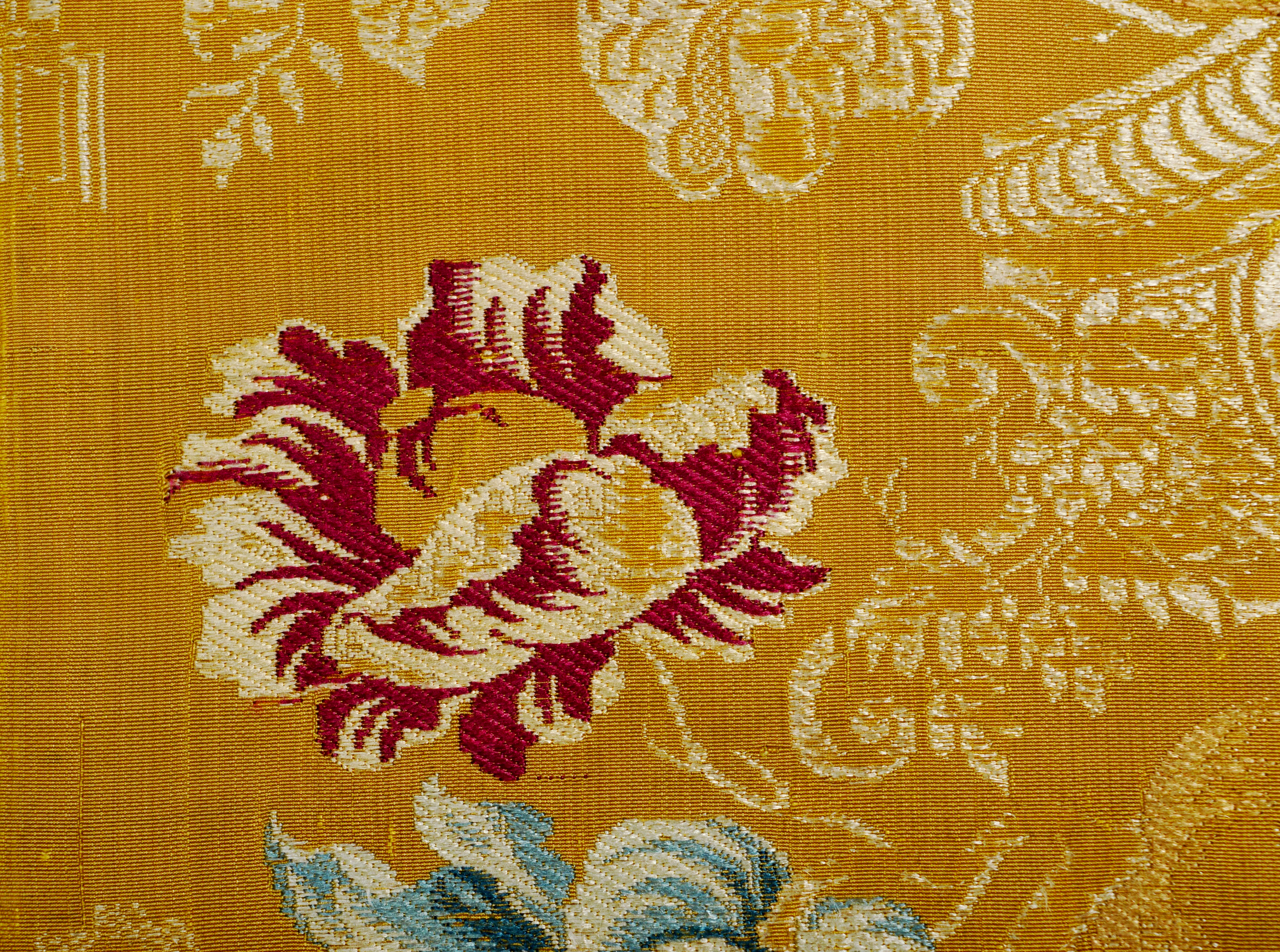
Żółte tło XIX-wiecznego gorsetu z Podhala.

Barwa żółta (żółć) – subtraktywna barwa podstawowa, na kole barw dopełnia barwę niebieską. Zakres światła żółtego ma długość fali od 565 do 590 nm. Światło mieszane powstające w wyniku mieszania się świateł pochodzącego z dwóch różnokolorowych źródeł, na przykład światło czerwone i zielone, jest także postrzegane przez ludzkie oko jako kolor żółty.
- Jako neutralny żółty lub elementarny żółty oznaczono kolor, który odpowiada długości fali 574 nm.

Żółty może być tonem ciepłym lub zimnym.
- kolor ciepły, kolor o odcieniu lekko czerwonawym, nazywamy żółty słoneczny
- barwa zimna to ton o odcieniu lekko zielonkawym nazywanym często żółty cytrynowy

## Technika
Czysta barwa żółta ma w modelu przestrzennym barw RGB wartość (255, 255, 0), a w systemie oznaczania kolorów RAL – występuje jako RAL 1000.

## Malarstwo
W malarstwie za kolor dopełniający żółtego uważa się kolor purpurowy, ale ma to związek z właściwościami pigmentów używanych przez malarzy.
W malarstwie sztalugowym występują pigmenty m.in.: żółty kadmowy (py35), żółty bizmutowo wanadowy (py254), żółty cynkowy (PY36); żółty neapolitański (py41), żółty chromowy (PY34), żółty strontowy (PY32), odmiany żółtej Hansa (py1, py3, py74), aureolin (py40), orpiment (py39), żółty indyjski (ny20) i bez indeksu Lead-tin-yellow typ 1 i 2. Do pigmentów żółtych zalicza się ochrę jasną; ochrę złocistą (py43) i tlenek żelazowy żółty (py42).

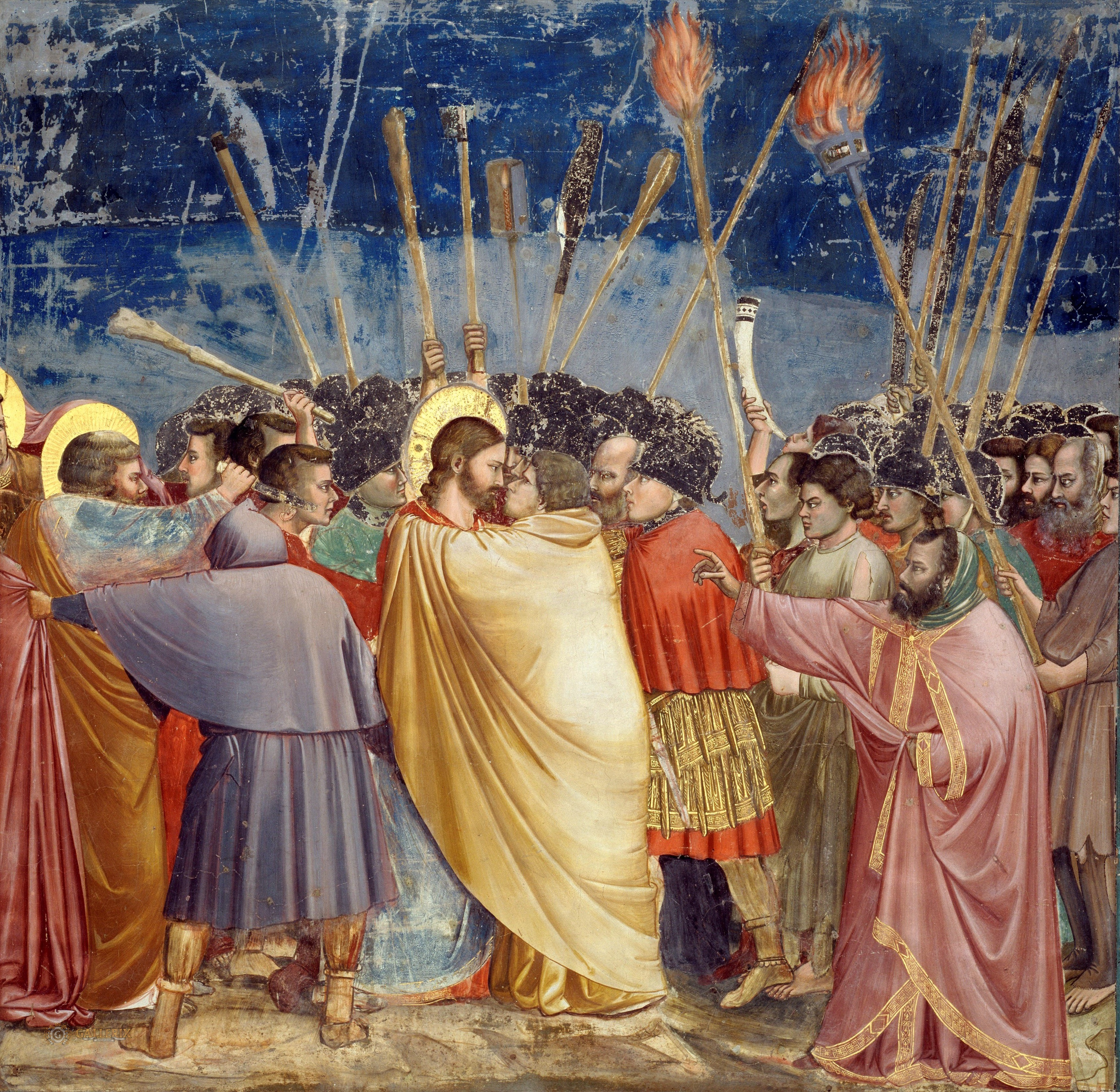
Judasz w żółtej szacie na fresku Giotta, Padwa

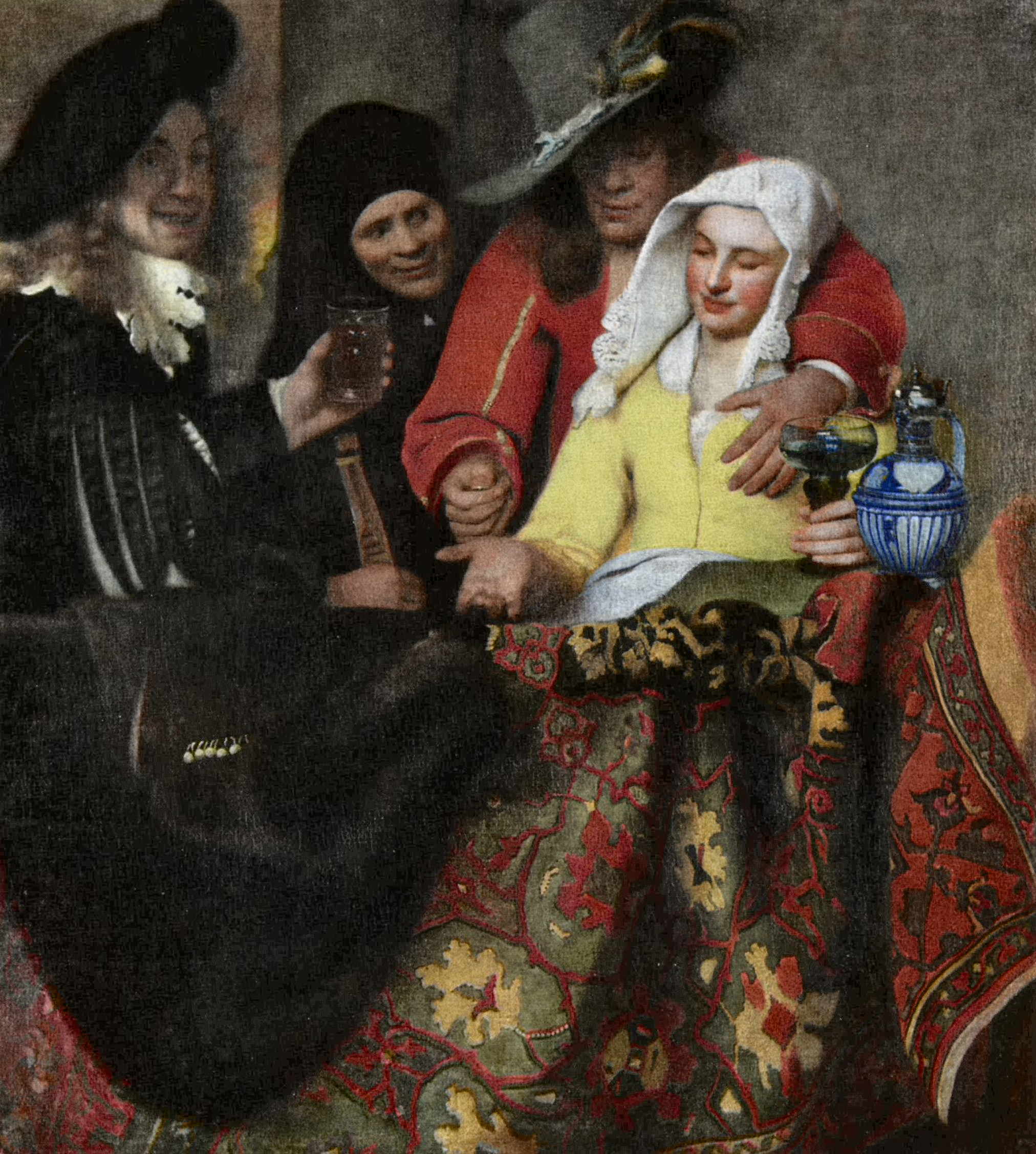
Przedstawienie kurtyzany. Obraz Vermeera

## Kolor żółty w malarstwie europejskim
Kolor żółty często zastępował złoto. Zwłaszcza w malarstwie ściennym, gdzie jego użycie było utrudnione. Podobnie rzecz miała się w kodeksach codziennego użytku i witrażach – w miejscach, gdzie tradycyjnie stosowano złoto, zastępowane ono było barwą żółtą (np. w aureolach). W renesansie starano się przedstawiać przedmioty złote przy pomocy „prawdziwych” kolorów, gdyż przestano uważać złoto za kolor.
Teolodzy przypisywali tej barwie wartości pozytywne. Mimo to od XII wieku zaczęto wiązać ją ze zdradą i fałszem. Dlatego też w malarstwie postać Judasza przedstawiano w żółtych szatach. Ponadto kolor ten uznano za barwę wrogości, złych zamiarów i bezwstydu. Z tego powodu przypisano go kurtyzanom (we Włoszech w czasach renesansu kazano im nosić żółte znaki na ubraniu) i Żydom. Do tej samej symboliki koloru żółtego odnosili się hitlerowcy, nakazując Żydom nosić żółtą gwiazdę Dawida na ramieniu. W Stanach Zjednoczonych w XIX wieku, strój skazańca miał wzór czarno-żółtych poziomych pasów, oznaczających potępienie ich czynów przez społeczeństwo. Po drugiej wojnie światowej, w kręgu cywilizacji judeo-chrześcijańskiej wszelkie negatywne konotacje związane z kolorem żółtym, zarówno w malarstwie jak i innych dziedzinach życia, przestają mieć znaczenie.